# Synegia saturata
Synegia saturata là một loài bướm đêm trong họ Geometridae.